# Хапланов, Олег Павлович
Олег Павлович Хапланов (род. 29 июля 1937, Рыбинск, Ярославская область) — советский спортсмен и тренер по современному пятиборью.

## Биография
Родился 29 июля 1937 года в Рыбинске. Окончил ГЦОЛИФК (1961), тренер-преподаватель. Мастер спорта (1960). Заслуженный тренер СССР (1972). Победитель и призёр чемпионатов Москвы, чемпион ЦС «Динамо», чемпион ДСО «Буревестник», международных соревнований. Член сборной команды СССР в 1963—1965 годах.

## Достижения
Старший тренер юниорской сборной СССР (1968—1972).
Один из тренеров сборной СССР на летних Олимпийских играх 1968 в Мехико. Подготовил несколько известных спортсменов, в том числе сына — чемпиона мира и Европы Алексея Хапланова, чемпиона мира среди юниоров 1974 года Владимира Галавтина, обладателя серебряной (1977) и бронзовой медалей (1979) чемпионатов мира в командном первенстве Сергея Рябикина.
Старший тренер сборной команды СССР по современному пятиборью в 1985—1986 годах. После неудачного выступления команды на чемпионате мира 1986 года, был отстранен от руководства сборной.
Вице-президент Федерации современного пятиборья Москвы.
Директор Экспериментальной школы высшего спортивного мастерства Москвы (1999—2011).
Вице-президент Федерации современного пятиборья России (2004—2009).